# Ікар (фільм, 2017)
«Ікар» (англ. «Icarus») — американський документальний фільм 2017 року режисера Браяна Фогеля.

## Сюжет
У фільмі оповідається про велогонщика-аматора Фогеля, який намагається виграти аматорські велоперегони за допомогою допінгу. Він звертається за консультацією до глави Московської антидопінгової лабораторії Григорія Родченкова. Події фільму відбуваються на тлі міжнародного скандалу, викликаного відомостями про масове зловживанням допінгом в російському спорті.

## Нагороди
- 20 січня 2017 року, кінофестиваль Sundance — спеціальний приз журі (Orwell Award).
- 5 лютого 2018 року, 90-та церемонії вручення нагород премії «Оскар» — перемога в категорії «Найкращий документальний повнометражний фільм».